# Sichuan-Bartfledermaus
Die Sichuan-Bartfledermaus (Myotis altarium) ist eine Art der Mausohren (Myotis) innerhalb der Fledermäuse (Chiroptera). Sie ist über Teile Südost-Chinas bis Thailand verbreitet.

## Merkmale
Die Sichuan-Bartfledermaus erreicht eine Kopf-Rumpf-Länge von 55 bis 60 Millimetern und eine Schwanzlänge von 48 bis 50 Millimetern. Der Unterarm hat eine Länge von 42 bis 44 Millimetern, die Hinterfüße messen 11 bis 12 Millimeter und die Ohren 22 bis 24 Millimeter. Es handelt sich entsprechend um eine mittelgroße Fledermausart. Das Rückenfell ist schwarzbraun, die Bauchseite ist etwas heller, besitzt jedoch keine weißen Haarspitzen. Die Füße sind sehr groß und besitzen einen ausgeprägten und schmal gekielten Calcar mit einer Länge, die die Länge der halben Tibia überragt. Die Ohren sind schmal und lang, sie weisen nach vorn und gehen über die Schnauzenspitze hinaus. Die Flughaut setzt an der Basis der Zehen an.
Der Schädel hat eine Länge von 15 bis 16 Millimetern. Die Schnauzenregion (Rostrum) ist kurz und breit und der Hirnschädel (Cranium) ist deutlich vorspringend. Die Zähne weisen einige artspezifische Merkmale auf, die Prämolaren der Ober- und Unterkiefer liegen in der Zahnreihe.

## Verbreitung

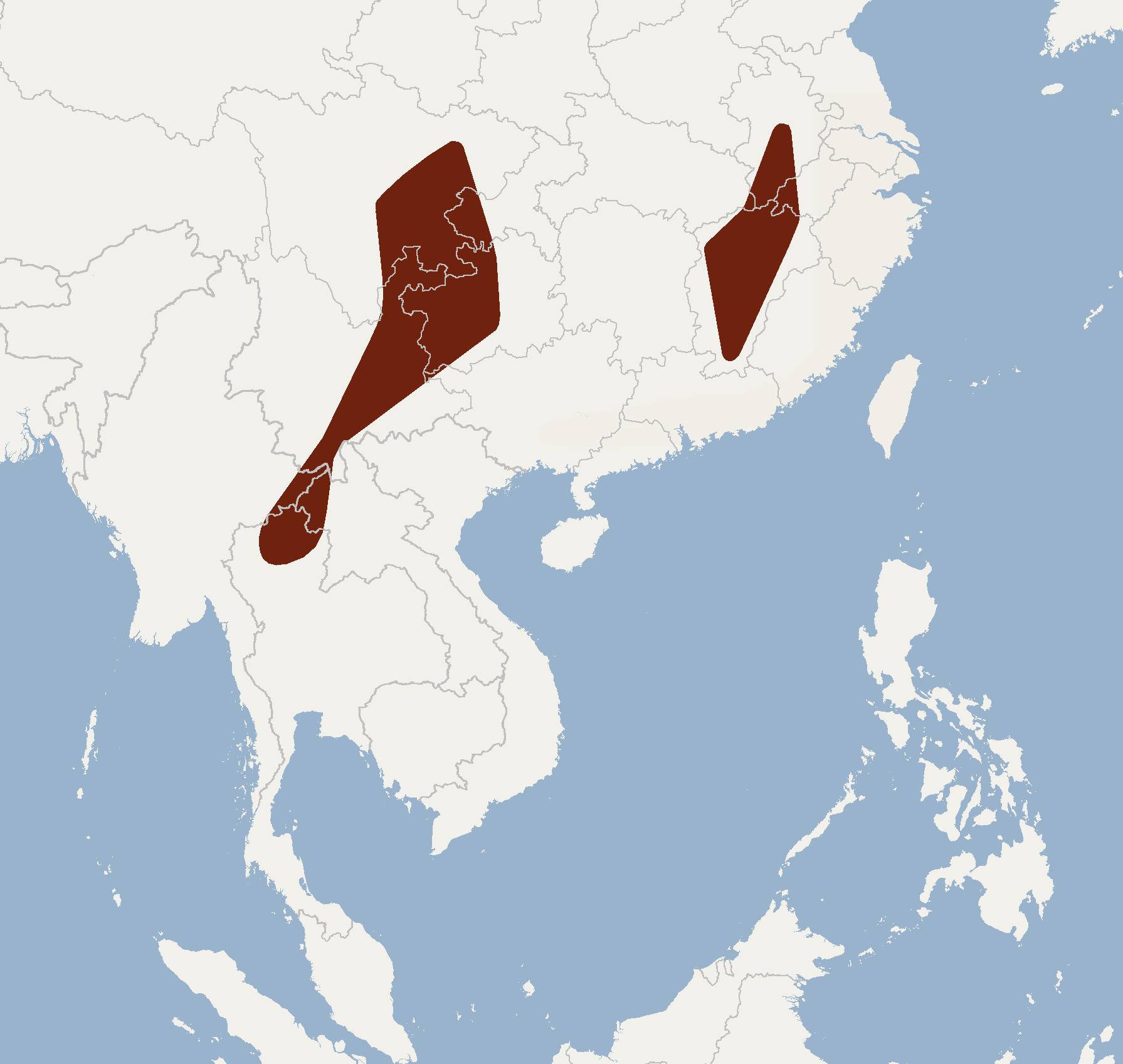
Verbreitungsgebiete der Sichuan-Bartfledermaus

Die Sichuan-Bartfledermaus kommt im Südosten der Volksrepublik China sowie im Norden von Thailand vor. In China ist sie in Teilen von Sichuan, Yunnan, Guangxi, Jiangxi, Fujian, Anhui und Guizhou verbreitet.

## Lebensweise
Über die Lebensweise und ökologischen Ansprüche der Fledermausart liegen nur sehr wenige Angaben vor. Alle bislang bekannten Individuen wurden in Höhlen gefangen, wo sie ihre Ruheplätze haben.

## Systematik
Die Sichuan-Bartfledermaus wird als eigenständige Art den Mausohren (Gattung Myotis) zugeordnet. Die wissenschaftliche Erstbeschreibung stammt von dem britischen Zoologen Oldfield Thomas aus dem Jahr 1911, der sie anhand von Exemplaren vom Emei Shan in Sichuan beschrieb. Innerhalb der Art werden keine Unterarten unterschieden.

## Gefährdung und Schutz
Die Art wird von der International Union for Conservation of Nature and Natural Resources (IUCN) als nicht gefährdet („least concern“) eingestuft, obwohl über ihre Verbreitung, ökologische Ansprüche und Bestandszahlen kaum Informationen vorliegen. Begründet wird diese Zuordnung durch das vergleichsweise große Verbreitungsgebiet sowie die Annahme, dass die Bestände relativ stabil sind. Bestandsgefährdende Bedrohungen für den Artbestand sind nicht bekannt.

## Belege
1. 1 2 3 4 5 6  Don E. Wilson Szechwan Myotis. In: Andrew T. Smith, Yan Xie: A Guide to the Mammals of China. Princeton University Press, 2008; S. 373, ISBN 978-0-691-09984-2.
2. 1 2 3  Myotis altarium in der Roten Liste gefährdeter Arten der IUCN 2016.2. Eingestellt von: G. Csorba, C. Francis, 2008. Abgerufen am 21. November 2016.
3. 1 2  Don E. Wilson & DeeAnn M. Reeder (Hrsg.): Myotis altarium in Mammal Species of the World. A Taxonomic and Geographic Reference (3rd ed), 2005